# نيك رودس
نيك رودس (بالإنجليزية: Nick Rhodes)‏ هو ملحن ومنتج أسطوانات وموسيقي بريطاني، ولد في 8 يونيو 1962 في برمنغهام في المملكة المتحدة.

## وصلات خارجية
- الموقع الرسمي
- نيك رودس على موقع IMDb (الإنجليزية)
- نيك رودس على موقع ميوزك برينز (الإنجليزية)
- نيك رودس على موقع قاعدة بيانات برودواي على الإنترنت (الإنجليزية)
- نيك رودس على موقع إن إن دي بي (الإنجليزية)
- نيك رودس على موقع أول ميوزيك (الإنجليزية)
- نيك رودس على موقع ديسكوغز (الإنجليزية)
- نيك رودس على موقع قاعدة بيانات الفيلم (الإنجليزية)